# رينيه لوفيفر (صحفي)
رينيه لوفيفر (بالفرنسية: René Lefèvre)‏ هو صحفي فرنسي، ولد في القرن العشرين.